# DMZ (Comic)
DMZ ist eine von Autor Brian Wood und Zeichner Riccardo Burchielli geschaffene Comicreihe, die ab 2006 vom Verlag Vertigo publiziert wurde. Die Reihe endete 2012 mit der Ausgabe 72. Die deutschsprachige Ausgabe erschien von 2007 bis 2013 in 13 Bänden bei Panini Comics.

## Hintergrund
In naher Zukunft bricht in Amerika ein zweiter Bürgerkrieg aus, bei dem sich die Vereinigten Staaten von Amerika (überwiegend Küsten-Metropolen) und die sogenannten Freien Staaten von Amerika (Ursprung im Mittleren Westen) feindlich gegenüberstehen. Nach einiger Zeit kommen die Kampfhandlungen in New York City zum Erliegen, allerdings ohne Friedensschluss. Manhattan wird größtenteils evakuiert und zur Entmilitarisierten Zone (engl. demilitarized zone, kurz DMZ) erklärt und verkommt zum Niemandsland, das von rivalisierenden Banden und Milizen kontrolliert wird.
Der angehende Fotojournalist Matthew Roth erhält im Zuge eines Praktikums die Möglichkeit, den erfahrenen Kriegsberichterstatter Viktor Ferguson bei einer Reportage über die DMZ und der in ihr verbliebenen Zivilbevölkerung zu assistieren, und bricht zusammen mit ihm und einer Militäreskorte in einem Hubschrauber in Richtung Manhattan auf. Bereits kurz nach der Ankunft im Zielgebiet geraten die Journalisten und die für ihren Schutz zuständigen Soldaten unter Beschuss. Infolgedessen wird Roth von der Gruppe getrennt und einige der Soldaten, die den Landeplatz sichern, sofort getötet. Ferguson und die verbliebenen Soldaten versuchen mit dem Hubschrauber zu flüchten, werden aber abgeschossen und für tot erklärt.
Roth flüchtet und trifft dabei auf Zee, eine ehemalige Medizinstudentin und DMZ-Bewohnerin, die ihm das Leben rettet und ihn über die Verhältnisse in der entmilitarisierten Zone aufklärt.
Nach diesen Ereignissen möchte Roth zunächst von den US-Streitkräften aus der DMZ evakuiert werden, ändert aber schließlich seine Meinung, um als einziger Reporter vor Ort über die Situation zu berichten.

## Konzept
Die Serie behandelt Themen wie Machtmissbrauch, Kriegsverbrechen, Manipulation der öffentlichen Meinung durch einseitige Berichterstattung in den Medien, die Machenschaften von Kriegsgewinnlern und das Leid der Zivilbevölkerung in Kriegsgebieten in ihrem Versuch, ein halbwegs normales Leben zu führen.
Im Verlauf der weiteren Handlung der Serie erfährt der Protagonist Roth mehr über das Leben der in der DMZ eingeschlossenen Menschen und wird in die Machtkämpfe der verschiedenen Interessengruppen hineingezogen.
In Rückblenden erfährt man mehr über die Umstände, die zum Bürgerkrieg geführt haben, und die Hintergrundgeschichten einiger Nebencharaktere werden dem Leser dargelegt.

## Sammelausgaben
Neben den insgesamt 72 Hefte existiert, wie für den amerikanischen Markt üblich, auch eine Sammelausgabe, die jeweils ca. 5 Hefte als Trade Paperback zusammenfasst. Die Zählung der Tabelle folgt dem amerikanischen Original, die abweichende Zusammenstellung der deutschen Ausgabe, in der die Bände acht und neun auf drei Bände aufgeteilt sind, ist in Klammern aufgeführt.
| Nummer (englisch) | Englischer Titel             | erschienen (englisch) | Deutscher Titel                               | erschienen (deutsch)             | Hefte | Geschichten                                                                              |
| ----------------- | ---------------------------- | --------------------- | --------------------------------------------- | -------------------------------- | ----- | ---------------------------------------------------------------------------------------- |
| 1                 | On The Ground                | 7. Juni 2006          | Abgestürzt                                    | 26. Juli 2007                    | 1–5   | "On the Ground" (3 Teile), "Ghosts", "Crosstown"                                         |
| 2                 | Body of a Journalist         | 7. Februar 2007       | Zwischen den Fronten                          | 12. Dezember 2007                | 6–12  | "Body of a Journalist" (5 Teile), "Zee", "New York Times"                                |
| 3                 | Public Works                 | 5. September 2007     | Ganz unten                                    | 18. Juli 2008                    | 13–17 | "Public Works" (5 Teile)                                                                 |
| 4                 | Friendly Fire                | 12. März 2008         | Friendly Fire                                 | 23. Januar 2009                  | 18–22 | "Friendly Fire" (5 Teile)                                                                |
| 5                 | The Hidden War               | 2. Juli 2008          | Der unsichtbare Krieg                         | 17. Juli 2009                    | 23–28 | "Decade Later", "Amina", "Wilson", "Kelly", "Random Fire", "Soames"                      |
| 6                 | Blood in the Game            | 11. Februar 2009      | Blutige Wahlen                                | 23. Februar 2010                 | 29–34 | "Blood in the Game" (6 Teile)                                                            |
| 7                 | War Powers                   | 8. September 2009     | Machtmissbrauch                               | 24. August 2010                  | 35–41 | "The Island" (2 Teile), "War Powers" (4 Teile), "ZEE+DMZ"                                |
| 8                 | Hearts and Minds             | 2. Juni 2010          | No Future (42–44, 50) / Herz und Kopf (45–49) | 15. Februar 2011 / 19. Juli 2011 | 42–49 | "No Future" (3 Teile), "Hearts and Minds" (5 Teile)                                      |
| 9                 | M.I.A.                       | 16. Februar 2011      | Vermisst (51–54)                              | 24. April 2012                   | 50–54 | "Notes From the Underground", "M.I.A." (4 Teile)                                         |
| 10                | Collective Punishment        | 4. Mai 2011           | Kollektivstrafe                               | 9. Oktober 2012                  | 55–59 | "Collective Punishment" (5 Teile)                                                        |
| 11                | Free States Rising           | 3. April 2012         | Die Schlacht um Manhattan                     | 19. Februar 2013                 | 60–66 | "Free States Rising" (2 Teile), "Free States Rising: Manhattan" (4 Teile), "Citizen Zee" |
| 12                | The Five Nations Of New York | 5. Juni 2012          | New Yorker Geschichten                        | 8. Oktober 2013                  | 67–72 | "The Five Nations of New York" (5 Teile), "Epilogue"                                     |

Zudem erscheinen seit 2014 Hardcover-Ausgaben, die jeweils 12 Hefte umfassen.